# Стейт банк оф Индия
Государственный банк Индии (англ.  State Bank of India ) — это индийская многонациональная государственная банковская и финансовая служба со штаб-квартирой в Мумбаи (штат Махараштра). Госбанк Индии занимает 236-е место в списке крупнейших корпораций мира Fortune Global 500 за 2019 год. Национализированный банк является крупнейшим в Индии с долей рынка 23 % по активам и долей в 25 % от общего рынка кредитов и депозитов .
«Стейт банк оф Индия» является пятым по величине работодателем в Индии с почти 250 тысячами сотрудников.
История банка начинается с Банка Калькутты, основанного в 1806 году Имперским банком Индии, что делает его старейшим коммерческим банком на Индийском субконтиненте. Банк Мадраса слился с двумя другими президентскими банками в Британской Индии, Банком Калькутты и Банком Бомбея, чтобы сформировать Имперский банк Индии, который, в свою очередь, стал Государственным банком Индии в 1955 году Правительство Индии взяло под свой контроль Имперский банк Индии в 1955 году, а Резервный банк Индии (центральный банк Индии) получил 60 % акций, переименовав его в Государственный банк Индии.

## История

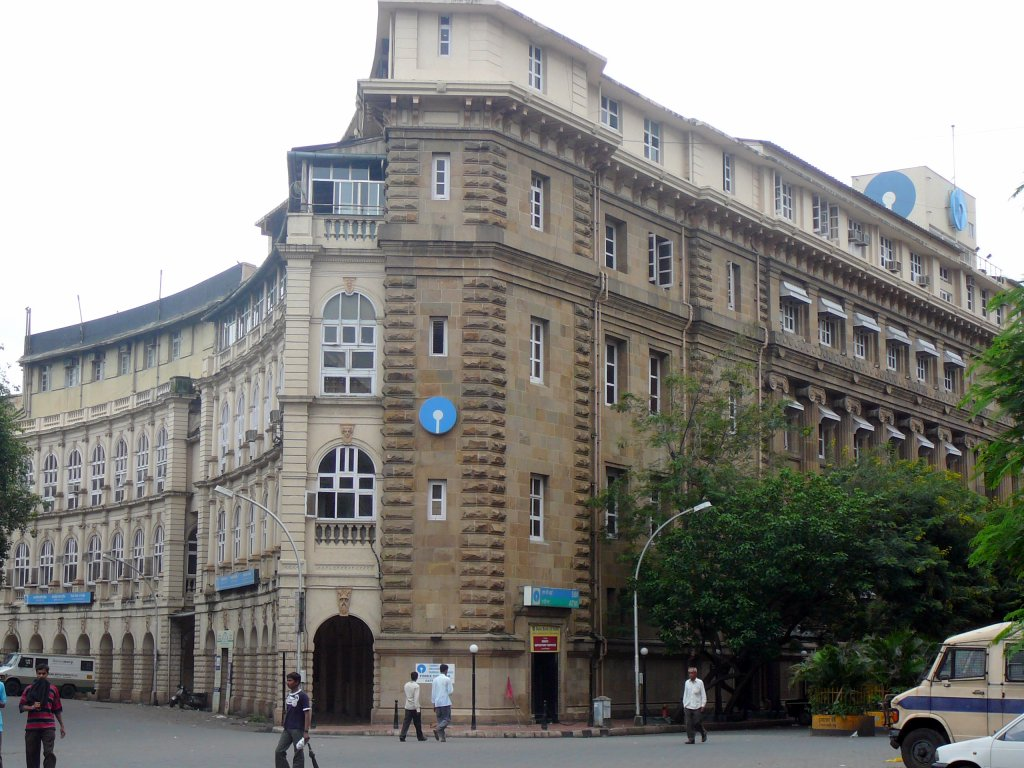
Стейт банк оф Индия. Мумбаи

Корни Государственного банка Индии уходят в первое десятилетие XIX века, когда был основан 2 июня 1806 года Банк Калькутты, позже переименованный в Банк Бенгалии. Банк Бенгалии был одним из трех президентских банков, два других — это Банк Бомбея (зарегистрирован 15 апреля 1840 года) и Банк Мадраса (зарегистрирован 1 июля 1843 года). Все три президентских банка были зарегистрированы как акционерные общества в результате королевских хартий. Эти три банка получили исключительное право на выпуск бумажных денег до 1861 года, когда с принятием Закона о бумажных деньгах право перешло к правительству Индии. Банки президента объединились 27 января 1921 года, и реорганизованное банковское учреждение приняло свое название Imperial Bank of India. Империал Банк Индии оставался акционерным обществом, но без участия правительства.
В соответствии с положениями Закона о государственном банке Индии 1955 года Резервный банк Индии, являющийся центральным банком Индии, приобрел контрольный пакет акций Имперского банка Индии. 1 июля 1955 года Имперский банк Индии стал Государственным банком Индии. В 2008 году правительство Индии приобрело долю Резервного банка Индии в SBI, чтобы устранить любой конфликт интересов, поскольку Резервный банк Индии (RBI) является органом банковского регулирования страны.
В 1959 году правительство приняло Закон о государственном банке Индии (о дочерних банках). В результате восемь банков, принадлежавших княжествам, превратились в дочерние компании SBI. Это было во время Первого пятилетнего плана, когда приоритетным было развитие сельских районов Индии. Правительство интегрировало эти банки в систему Государственного банка Индии, чтобы расширить свою деятельность в сельской местности. В 1963 году SBI объединил Государственный банк Джайпура (основан в 1943 г.) и Государственный банк Биканера (основан в 1944 г.).
В целях спасения SBI приобрела местные банки. Первым был Банк Бихара (основан в 1911 г.), который SBI приобрел в 1969 г. вместе с его 28 отделениями. В следующем году SBI приобрела Национальный банк Лахора (основанный в 1942 г.), у которого было 24 отделения. Пять лет спустя, в 1975 году, SBI приобрела Krishnaram Baldeo Bank, который был основан в 1916 году в штате Гвалиор под патронажем Махараджи Мадхо Рао Шиндия . Первым менеджером нового банка был Джалл Н. Броча (по национальности парс). В 1985 году SBI приобрела Банк Кочина в Керале, у которого было 120 отделений. SBI был покупателем, так как её филиал, Государственный банк Траванкора, уже имел обширную сеть в Керале.
Ещё до того, как это произошло на самом деле, было предложение объединить все ассоциированные банки в Госбанк Индии (SBI), чтобы создать единый очень большой банк и упростить операции.
Первый шаг к объединению был сделан 13 августа 2008 года, когда Государственный банк Саураштры объединился с SBI, в результате чего количество ассоциированных государственных банков сократилось с семи до шести. 19 июня 2009 года совет SBI одобрил поглощение Государственного банка Индора (State Bank of Indore), в котором SBI принадлежало 98,3 % (остальные 1,7 % остались у прежних акционеров).
Приобретение Государственного банка Индора добавило 470 отделений к существующей сети отделений SBI. Кроме того, после приобретения общие активы SBI приблизились к 10 трлн рупий. Совокупные активы ВОО и Государственный банк Индор были 9,98 трлн рупий по состоянию на март 2009 года. Процесс поглощения Государственного банка Индор был завершен в апреле 2010 года, а отделения SBIndore начали функционировать в качестве отделений ВОО 26 августа 2010 года.

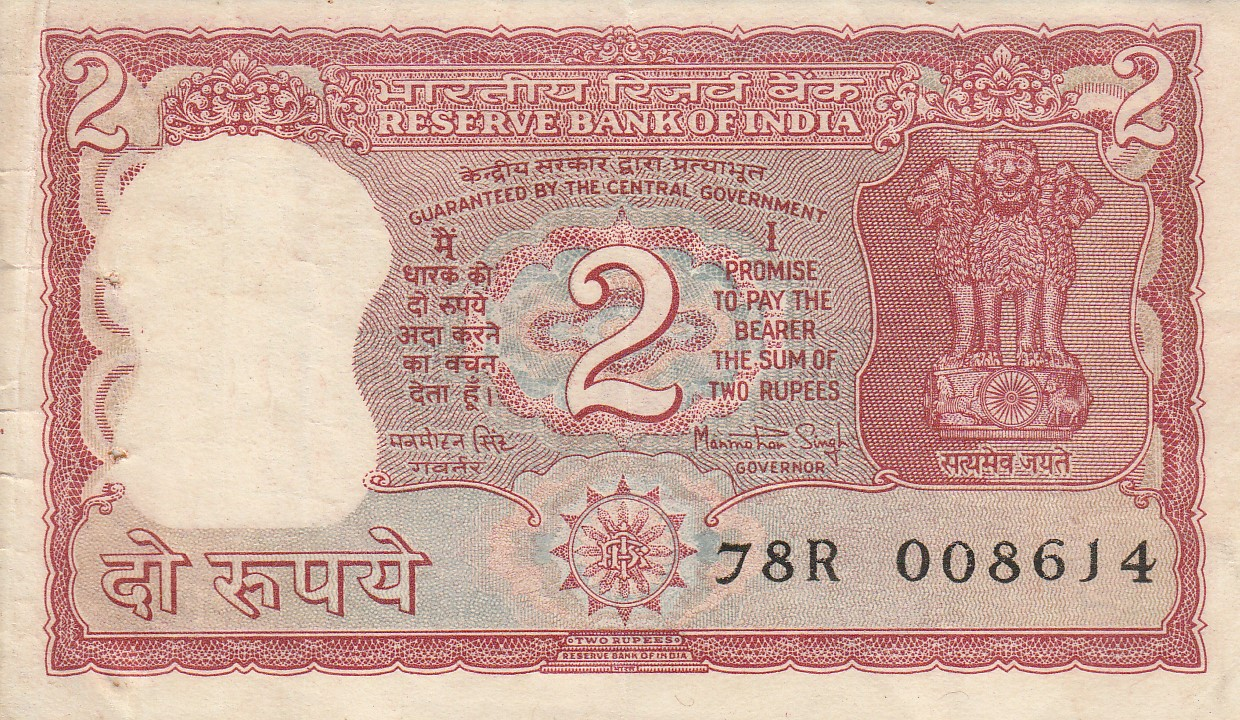
Индийские деньги. 2 рупии

7 октября 2013 года Арундати Бхаттачарья стала первой женщиной, назначенной председателем банка. Она осталась на посту ещё два года для завершения слияния с SBI пяти оставшихся ассоциированных банков.
По предложению Резервного банка Индии в марте 2020 года Государственный банк Индии приобрел 48,2 % акций Yes Bank для спасения его от банкротства.

## Деятельность
SBI предоставляет ряд банковских продуктов через свою сеть отделений в Индии и за рубежом, включая продукты, предназначенные для индийцев-нерезидентов (NRIs). SBI имеет 16 региональных центров и 57 зональных офисов, которые расположены в важных городах Индии.
Подразделения:
- Казначейские услуги — управление инвестиционным портфолио, обмен валют, операции с деривативами.
- Коммерческий банкинг — банковские услуги корпоративным и институциональным клиентам.
- Розничный банкинг — банковские и страховые услуги физическим лицам, малому и среднему бизнесу.
- Прочая деятельность — деятельность банковских и не банковских дочерних структур и совместных предприятий.

## Деятельность внутри страны
SBI имеет более 22 тысяч отделений и 62 617 банкоматов, обслуживающих 459,2 млн клиентов. С ноября 2017 года SBI также предлагает интегрированную платформу цифрового банкинга под названием YONO. В 2012—2013 финансовом году выручка компании составила 2,005 трлн рупий (28 млрд долларов США), из которых внутренние операции принесли 95,35 % выручки. Аналогичным образом, внутренние операции принесли 88,37 % общей прибыли за тот же финансовый год. В 2020—21 финансовом году выручка достигла 3,85 трлн рупий ($54 млрд)
В рамках программы финансовой доступности «Прадхан Мантри Джан Дхан Йоджана», инициированной правительством в августе 2014 года, SBI к сентябрю открыла более 3 млн счетов, включая 2,1 млн счетов в сельской местности и 1,57 млн счетов в городских районах.

## Деятельность в других странах
По состоянию на 2021 год у банка было 229 зарубежных офисов в 31 стране, это лучший показатель на зарубежных рынках среди индийских банков.
В 1989 году SBI учредила офшорный банк State Bank of India International (Mauritius) Ltd. Затем он объединился с The Indian Ocean International Bank (который занимался розничными банковскими операциями на Маврикии с 1979 года) и образовал SBI (Mauritius) Ltd. SBI (Mauritius) Ltd имеет 14 филиалов — 13 розничных филиалов и 1 глобальный бизнес-филиал в Эбене на Маврикии. SBI Шри-Ланка теперь имеет три филиала, расположенных в Коломбо, Канди и Джафне. Филиал в Джафне был открыт 9 сентября 2013 года. SBI Шри-Ланка — старейший банк Шри-Ланки; он был основан в 1864 году.
В 1982 году банк учредил дочернюю компанию State Bank of India (Калифорния), у которой сейчас десять отделений — девять в штате Калифорния и один в Вашингтоне (округ Колумбия). 10-е отделение было открыто во Фремонте, штат Калифорния, 28 марта 2011 года. Отделения в Калифорнии расположены в Лос-Анджелесе, Артезии, Сан-Хосе, Канога-Парке, Фресно, Сан-Диего, Тастине и Бейкерсфилде.
В Нигерии SBI работает как банк INMB (Индо-Нигерийский торговый банк). Этот банк начал свою деятельность в 1981 году как Индо-Нигерийский торговый банк и в 2002 году получил разрешение на оказание розничных банковских услуг. Сейчас у него пять отделений в Нигерии. В Непале SBI принадлежит 55 % «Непал SBI Bank Limited». (Государственный фонд обеспечения персонала Непала владеет 15 %, а остальными 30 % владеют граждане.) Непал SBI Bank Limited имеет филиалы по всей стране.
В Москве SBI принадлежит 60 % Коммерческого банка Индии, остальное — Canara Bank. В Индонезии ему принадлежит 76 % акций PT Bank Indo Monex. Государственный банк Индии уже имеет отделение в Шанхае и планирует открыть ещё одно в Тяньцзине.
В Кении Государственный банк Индии владеет 76 % акций Giro Commercial Bank, которые он приобрел в октябре 2005 года за 8 млн долларов США. В январе 2016 года SBI открыла первое отделение в Сеуле, Южная Корея.

## Бывшие ассоциированные банки
В 1960 году SBI приобрел контроль над семью банками. Это были семь региональных банков бывших индийских княжеств. Их переименовали, добавив в название слова «Государственный банк». Эти семь банков: Государственный банк Биканера и Джайпура (SBBJ), Государственный банк Хайдарабада (SBH), Государственный банк Индора (SBN), Государственный банк Майсура (SBM), Государственный банк Патиалы (SBP),Государственный банк Саураштры (SBS) и Государственный банк Траванкора (SBT). Все эти банки получили тот же логотип, что и материнский банк SBI. Государственный банк Индии и все связанные с ним банки использовали один и тот же синий логотип «замочная скважина» (Keyhole), который, как говорят, связан с озером Канкария, символом Ахмадабада.

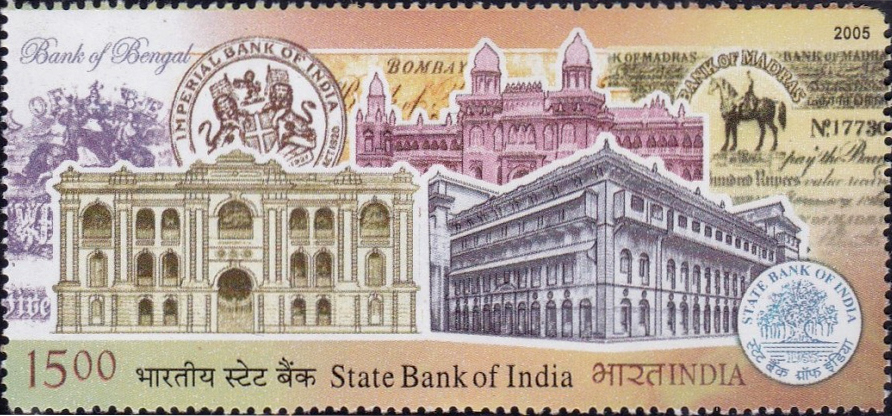
Почтовая марка. Стейт банк оф Индия

Планы по превращению SBI в единый очень крупный банк путем слияния ассоциированных банков начались в 2008 году, а в сентябре того же года SBS объединилась с SBI. Уже в следующем году произошло слияние Государственного банка Индора (SBN).
После этого слияние 5 оставшихся ассоциированных банков (а именно State Bank of Bikaner и Jaipur , State Bank of Hyderabad, State Bank of Mysore , State Bank of Patiala , State Bank of Travancore); и Bharatiya Mahila Bank) с SBI получило принципиальное одобрение Союзного кабинета 15 июня 2016 г. Это произошло через месяц после того, как правление SBI 17 мая 2016 г. утвердило предложение о слиянии с Государственным банком Индии пяти своих ассоциированных банков и Бхаратия Махила Банк.
15 февраля 2017 года Союзный кабинет страны одобрил слияние пяти ассоциированных банков с SBI. Аналитик предвидел первоначальные негативные последствия в результате различных положений о пенсионных обязательствах и учётной политики в отношении безнадежных кредитов. Слияние вступило в силу с 1 апреля 2017 года.

## Небанковские дочерние компании
Помимо пяти ассоциированных банков (объединенных с SBI с 1 апреля 2017 года), имеются небанковские дочерние компании SBI :
- SBI Capital Markets Ltd
- SBI Cards & Payments Services Pvt. ООО (SBICPSL)
- SBI Life Insurance Company Limited

В марте 2001 года SBI (с 74 % общего капитала) объединилась с BNP Paribas (с 26 % оставшегося капитала), чтобы сформировать совместное предприятие по страхованию жизни под названием SBI Life Insurance company Ltd.

## Листингии владение акциями
По состоянию на 31 марта 2017 г. Правительство Индии владело 61,23 % акций SBI.
Индийская корпорация по страхованию жизни, сама принадлежащая государству, является крупнейшим акционером компании, не являющимся учредителем, с долей участия 8,82 %.
Эмиссионные акции SBI котируются на Бомбейской фондовой бирже и Национальной фондовой бирже Индии. Его глобальные депозитарные расписки (GDR) котируются на Лондонской фондовой бирже.

## Сотрудники
SBI является одним из крупнейших работодателей в стране с 209 567 сотрудниками на 31 марта 2017 года, из которых 23 % составляли женщины, а 3179 (1,5 %) — работники с ограниченными возможностями. На тот же день в SBI было представителей 37 875 зарегистрированных каст (18 %), 17 069 зарегистрированных племен (8,1 %) и 39 709 сотрудников из других классов, не имевших ранее возможностей для развития (18,9 %). Доля должностных лиц, сотрудников и подчиненных составляла 38,6 %, 44,3 % и 16,9 % соответственно. В 2016—2017 финансовых годах в Банк было принято около 13 000 сотрудников. В течение 2016—2017 финансового года каждый сотрудник принёс чистую прибыль в размере 511 тысяч рупий (7200 долларов США).